# Eupithecia bivittata
Eupithecia bivittata là một loài bướm đêm trong họ Geometridae.